# Lalanne-Trie
Pour les articles homonymes, voir Lalanne.
Lalanne-Trie est une commune française située dans le nord-est du département des Hautes-Pyrénées, en région Occitanie. Sur le plan historique et culturel, la commune est dans l’ancien comté de Bigorre, comté historique des Pyrénées françaises et de Gascogne.
Exposée à un climat océanique altéré, elle est drainée par le Bouès et par divers autres petits cours d'eau.
Lalanne-Trie est une commune rurale qui compte 118 habitants en 2022, après avoir connu un pic de population de 250 habitants en 1836. .
Ses habitants sont appelés les Labatriens.

## Géographie

### Localisation
La commune de Lalanne-Trie se trouve dans le département des Hautes-Pyrénées, en région Occitanie.
Elle se situe à 23 km à vol d'oiseau de Tarbes, préfecture du département, et à 3 km de Trie-sur-Baïse, bureau centralisateur du canton des Coteaux dont dépend la commune depuis 2015 pour les élections départementales.
La commune fait en outre partie du bassin de vie de Trie-sur-Baïse.
Les communes les plus proches sont : 
Lapeyre (1,5 km), Vidou (1,7 km), Trie-sur-Baïse (2,9 km), Lubret-Saint-Luc (3,0 km), Tournous-Darré (3,2 km), Villembits (3,9 km), Fontrailles (4,0 km), Luby-Betmont (4,0 km).
Sur le plan historique et culturel, Lalanne-Trie fait partie de l’ancien comté de Bigorre, comté historique des Pyrénées françaises et de Gascogne créé au IXe siècle puis rattaché au domaine royal en 1302, inclus ensuite au comté de Foix en 1425 puis une nouvelle fois rattaché au royaume de France en 1607. La commune est dans le pays de Tarbes et de la Haute Bigorre.

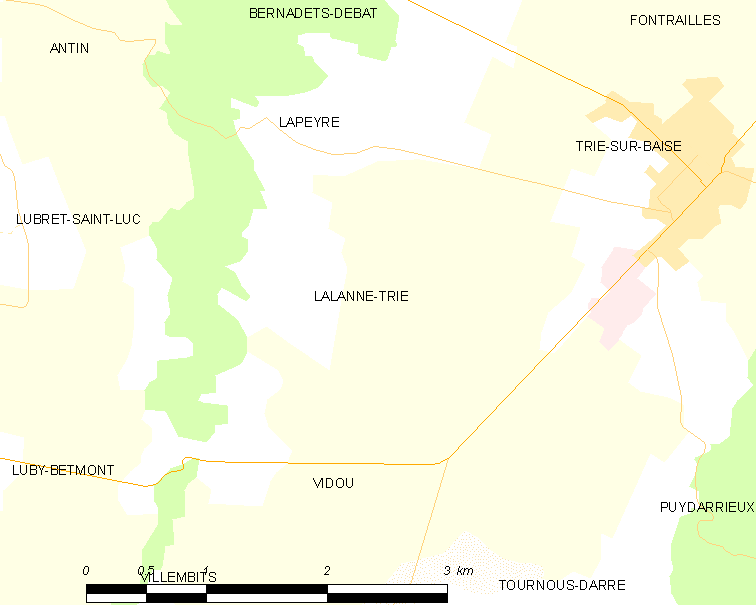
Carte de la commune de Lalanne-Trie et des proches communes.

|                  | Lapeyre      |                |
| Lubret-Saint-Luc | Lalanne-Trie | Trie-sur-Baïse |
|                  | Vidou        |                |

### Hydrographie
La commune est pour partie dans le bassin de l'Adour et pour partie dans le bassin de la Garonne, au sein du bassin hydrographique Adour-Garonne. Elle est drainée par le Bouès, le ruisseau de Caysac, le ruisseau de Lalanne et par divers petits cours d'eau, constituant un réseau hydrographique de 7 km de longueur totale,.
Le Bouès, d'une longueur totale de 62,5 km, prend sa source dans la commune de Burg et s'écoule vers le nord. Il traverse la commune et se jette dans l'Arros à Beaumarchés, après avoir traversé 32 communes.

### Climat
Le climat est tempéré de type océanique, en raison de l'influence proche de l'Océan Atlantique situé à peu près 150 km plus à l'ouest. La proximité des Pyrénées fait que la commune profite d'un effet de foehn, il peut aussi y neiger en hiver, même si cela reste inhabituel.
| Mois                              | jan.  | fév.  | mars  | avril | mai   | juin  | jui.  | août  | sep.  | oct.  | nov.  | déc.  | année   |
| --------------------------------- | ----- | ----- | ----- | ----- | ----- | ----- | ----- | ----- | ----- | ----- | ----- | ----- | ------- |
| Température minimale moyenne (°C) | 0,6   | 1,3   | 2,7   | 5,2   | 8,3   | 11,6  | 14,1  | 13,9  | 11,7  | 8     | 3,6   | 1,3   | 6,9     |
| Température moyenne (°C)          | 5,3   | 6,1   | 7,8   | 10    | 13,3  | 16,7  | 19,3  | 19    | 17,2  | 13,3  | 8,5   | 5,8   | 11,9    |
| Température maximale moyenne (°C) | 9,9   | 11    | 12,9  | 14,8  | 18,3  | 21,7  | 24,5  | 24    | 22,6  | 18,6  | 13,4  | 10,4  | 16,8    |
| Ensoleillement (h)                | 108,8 | 118,8 | 155,6 | 157,2 | 181,3 | 191,5 | 215,5 | 196,4 | 194,5 | 164,4 | 124,4 | 104,4 | 1 912,8 |
| Précipitations (mm)               | 112,8 | 97,5  | 100,2 | 105,7 | 113,6 | 80,7  | 57,3  | 70,3  | 71    | 85,2  | 93    | 112,1 | 1 099,4 |

### Milieux naturels et biodiversité
Aucun espace naturel présentant un intérêt patrimonial n'est recensé dans la commune dans l'inventaire national du patrimoine naturel,,.

## Urbanisme

### Typologie
Au 1er janvier 2024, Lalanne-Trie est catégorisée commune rurale à habitat très dispersé, selon la nouvelle grille communale de densité à sept niveaux définie par l'Insee en 2022.
Elle est située hors unité urbaine et hors attraction des villes,.

### Occupation des sols
L'occupation des sols de la commune, telle qu'elle ressort de la base de données européenne d’occupation biophysique des sols Corine Land Cover (CLC), est marquée par l'importance des territoires agricoles (79,9 % en 2018), en diminution par rapport à 1990 (83,1 %). La répartition détaillée en 2018 est la suivante : 
terres arables (59 %), zones agricoles hétérogènes (19,5 %), forêts (17,7 %), zones industrielles ou commerciales et réseaux de communication (2,2 %), prairies (1,3 %), zones urbanisées (0,3 %).
L'IGN met par ailleurs à disposition un outil en ligne permettant de comparer l’évolution dans le temps de l’occupation des sols de la commune (ou de territoires à des échelles différentes). Plusieurs époques sont accessibles sous forme de cartes ou photos aériennes : la carte de Cassini (XVIIIe siècle), la carte d'état-major (1820-1866) et la période actuelle (1950 à aujourd'hui).

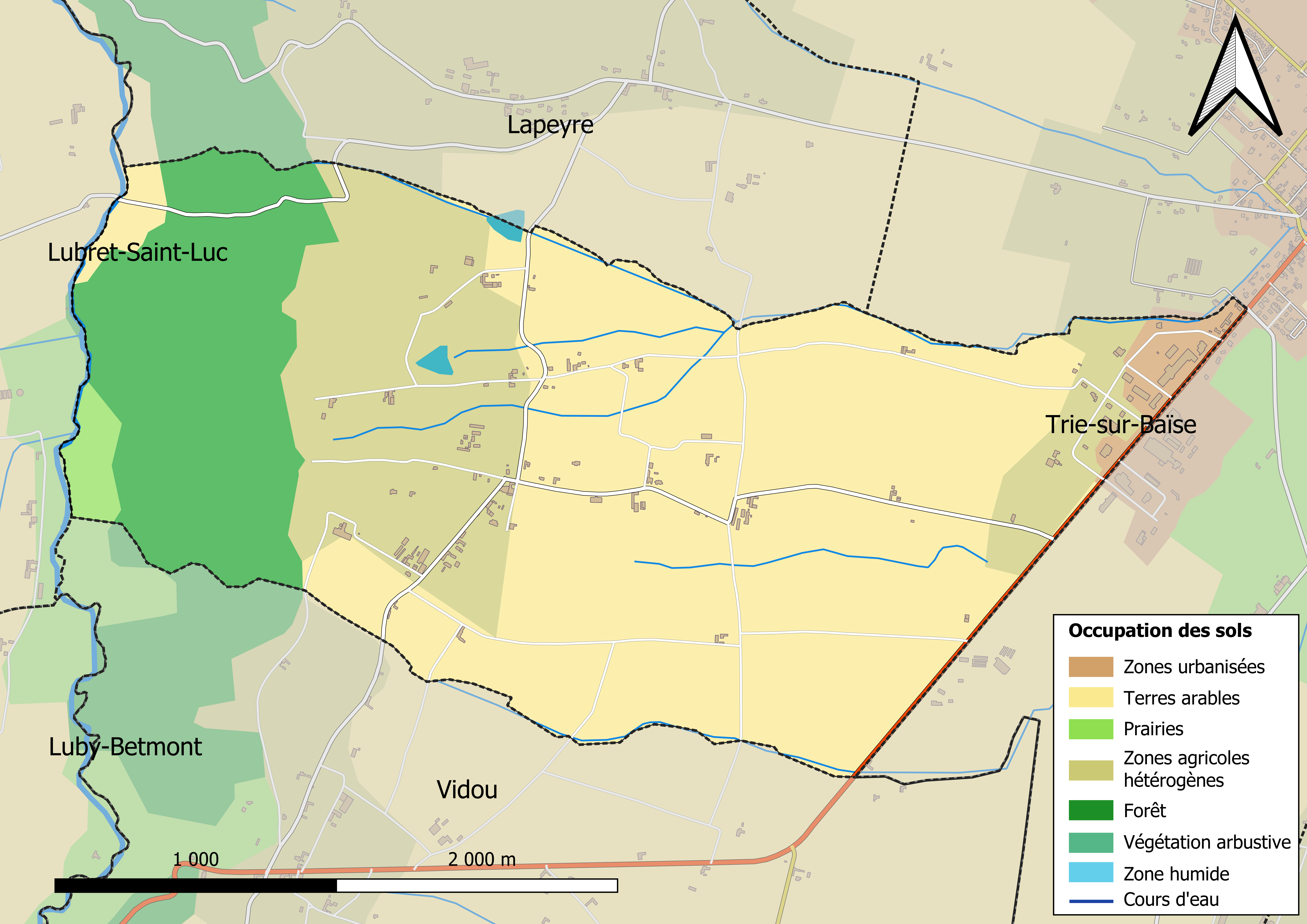
Carte des infrastructures et de l'occupation des sols en 2018 (CLC) de la commune.
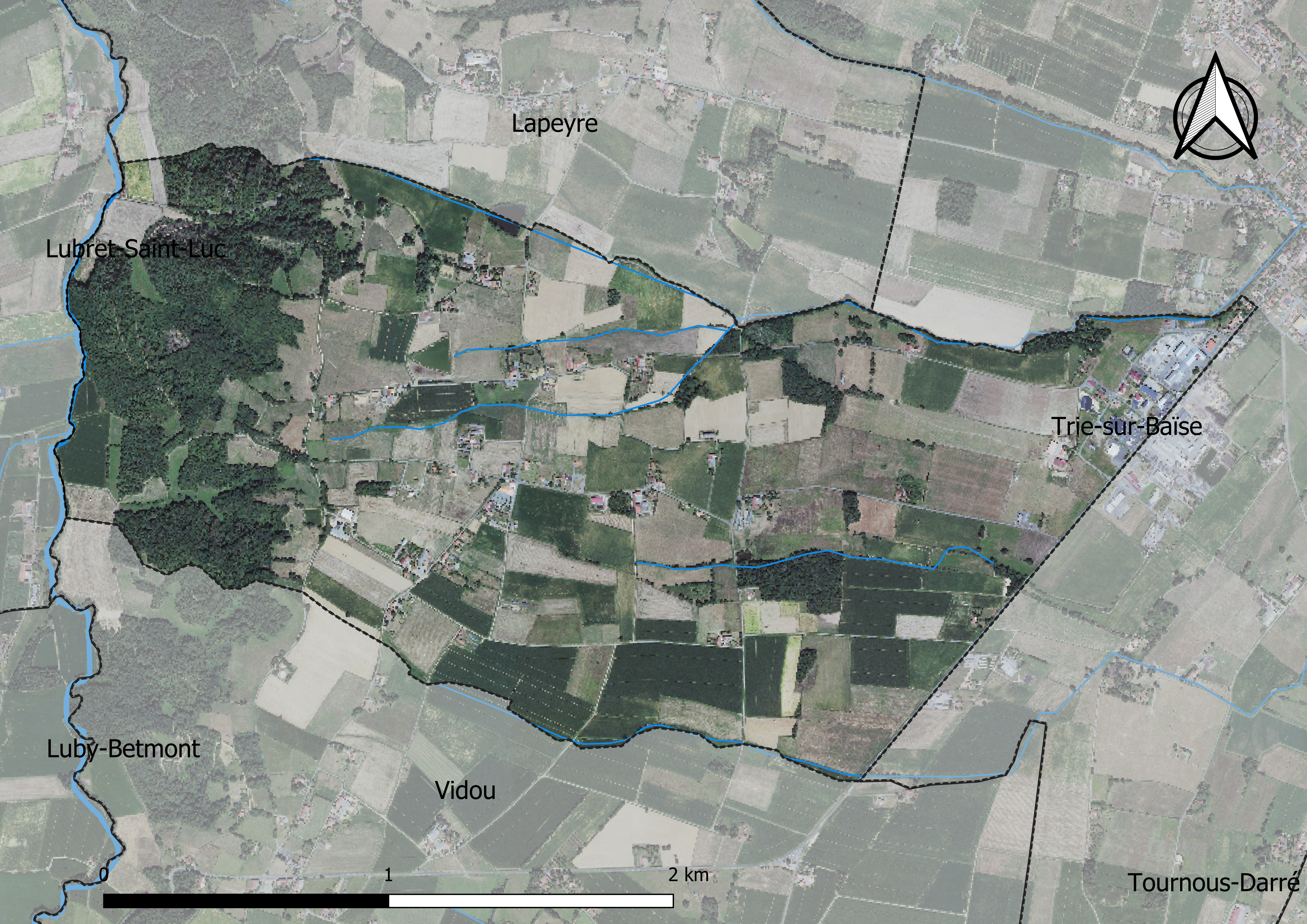
Carte orthophotogrammétrique de la commune.

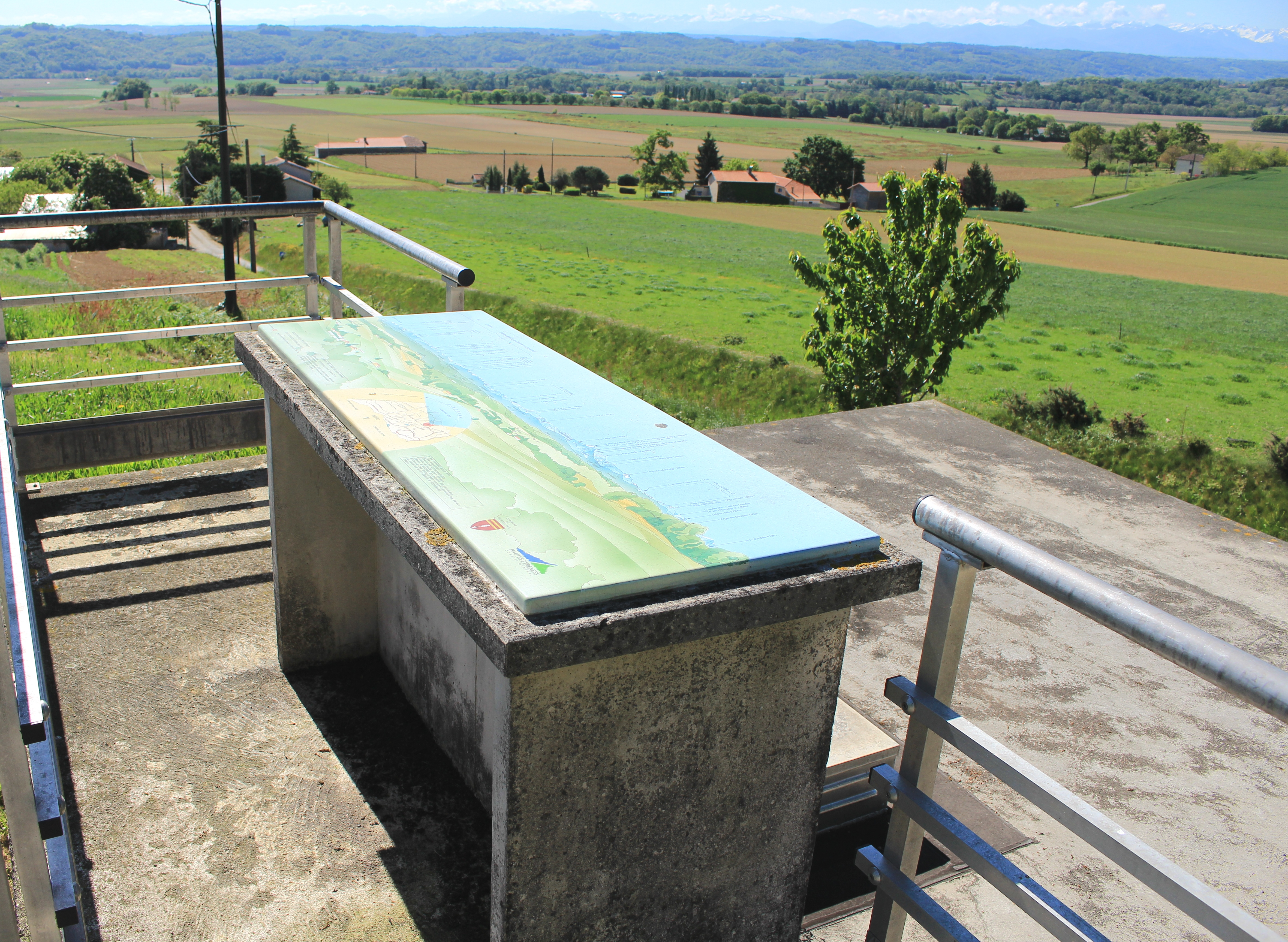
La table d'orientation.

### Logement
En 2012, le nombre total de logements dans la commune est de 60.

Parmi ces logements, 89.2  % sont des résidences principales, 4.6  % des résidences secondaires  6.2 %  des logements vacants.

### Voies de communication et transports
Cette commune est desservie par la route départementale D 136.

## Toponymie

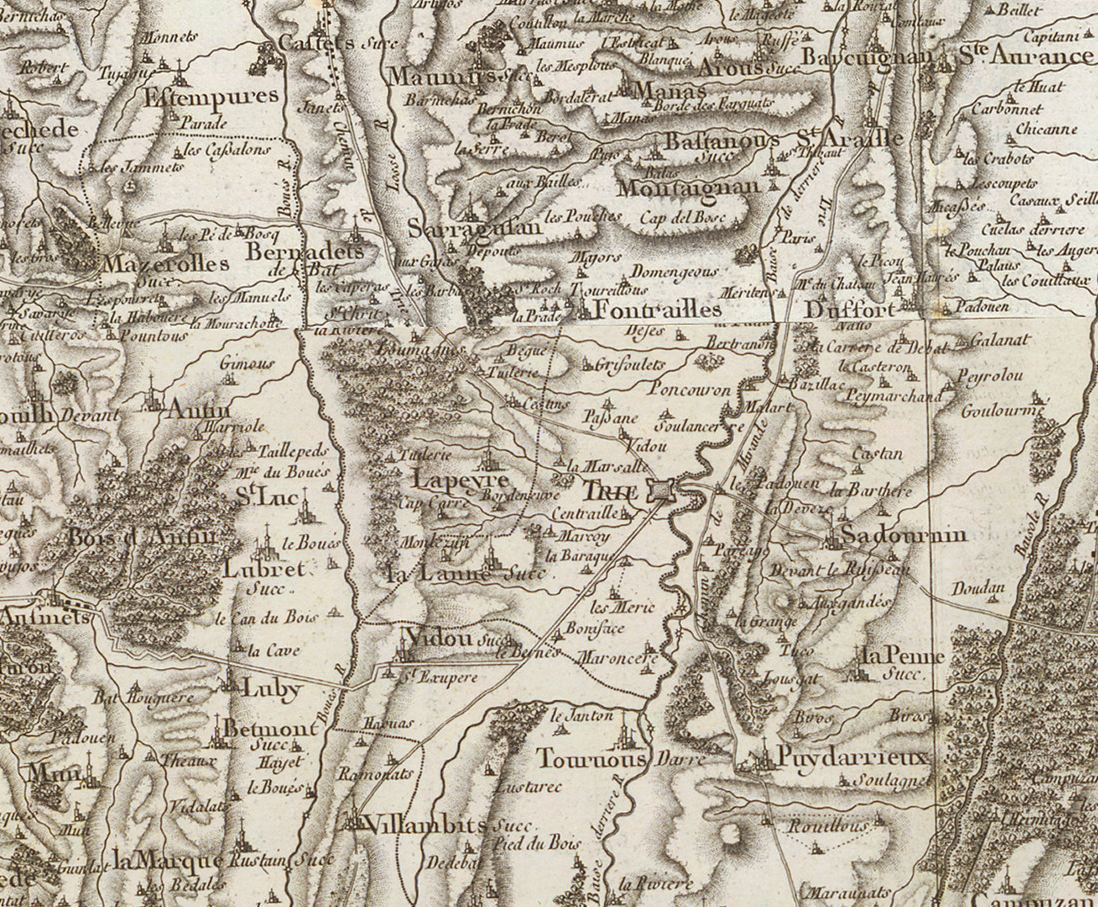
Extrait de la carte de Cassini (entre 1756 et 1789) situant Lalanne-Trie au sud ouest de Trie-sur-Baïse

On trouvera les principales informations dans le Dictionnaire toponymique des communes des Hautes Pyrénées de Michel Grosclaude et Jean-François Le Nail qui rapporte les dénominations historiques du village :
Dénominations historiques :
- Ramundus de Salana, latin et gascon (1211, cartulaire de Berdoues) ;
- La Lalane, (v. 1230, pouillé d'Auch) ;
- Lalana, (1383-1384, procuration Auch ; XVe s., Livre rouge Auch) ;
- de Lana, latin et gascon (1405, décime d'Auch) ;
- La Lanne, (fin XVIIIe siècle, carte de Cassini).

Lalanne prend en 1919 le nom de Lalanne-Trie.
Étymologie :  du gascon la lana : la lande.
Nom occitan : La Lana.

## Histoire

### Cadastre napoléonien de Lalanne-Trie
Le plan cadastral napoléonien de Lalanne-Trie est consultable sur le site des archives départementales des Hautes-Pyrénées.

## Politique et administration

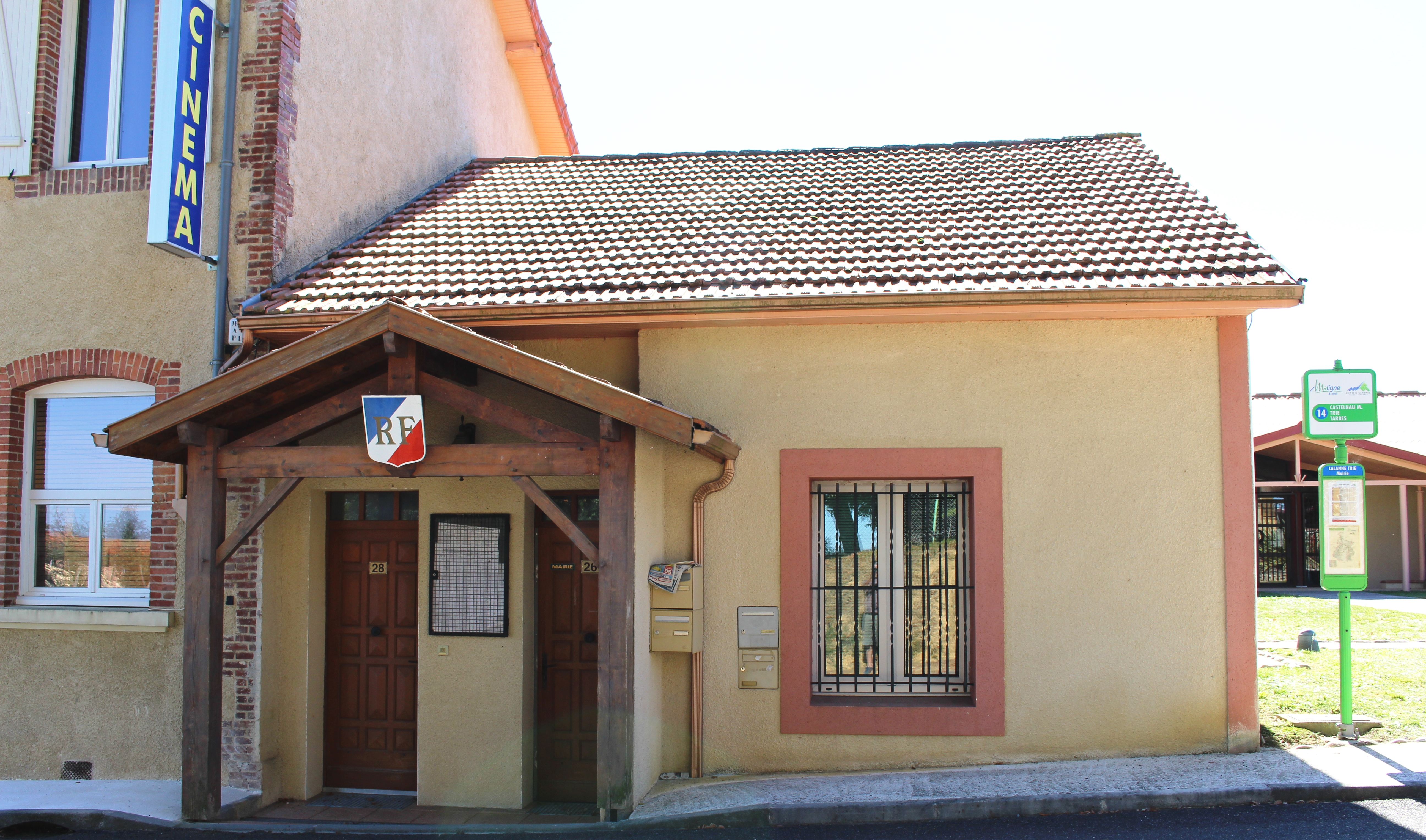
La mairie en 2016.

### Liste des maires
| Période                                  | Période   | Identité          | Étiquette | Qualité            |
| ---------------------------------------- | --------- | ----------------- | --------- | ------------------ |
| Les données manquantes sont à compléter. |           |                   |           |                    |
|                                          |           |                   |           |                    |
| mars 2001                                | mars 2020 | Jean-Claude Duzer | PS        | Conseiller général |
| mars 2020                                | En cours  | Olivier Giret     |           |                    |

### Rattachements administratifs et électoraux

#### Historique administratif
Sénéchaussée de Toulouse, élection de Rivière-Verdun, canton de   Trie (1790), Lalanne est une dépendance politique de Trie, d'abord commune (1790), aurait été ensuite réunie à Trie contre le vœu de ses habitants, érigée à nouveau en commune à la fin de 1791, mais les limites des deux communes n'auraient été fixées qu'en 1798, Lalanne prend en 1919 le nom de Lalanne-Trie.

#### Intercommunalité
Lalanne-Trie appartient à la communauté de communes du Pays de Trie et du Magnoac créée en janvier 2017 et qui réunit 50 communes.

## Population et société

### Démographie

#### Évolution démographique
| 1793 | 1800 | 1806 | 1821 | 1831 | 1836 | 1841 | 1846 | 1851 |
| ---- | ---- | ---- | ---- | ---- | ---- | ---- | ---- | ---- |
| 210  | 172  | 207  | 204  | 246  | 250  | 247  | 244  | 232  |

| 1856 | 1861 | 1866 | 1876 | 1881 | 1886 | 1891 | 1896 | 1901 |
| ---- | ---- | ---- | ---- | ---- | ---- | ---- | ---- | ---- |
| 218  | 187  | 207  | 224  | 211  | 184  | 181  | 173  | 177  |

| 1906 | 1911 | 1921 | 1926 | 1931 | 1936 | 1946 | 1954 | 1962 |
| ---- | ---- | ---- | ---- | ---- | ---- | ---- | ---- | ---- |
| 166  | 179  | 164  | 149  | 146  | 156  | 145  | 133  | 112  |

| 1968 | 1975 | 1982 | 1990 | 1999 | 2006 | 2008 | 2013 | 2018 |
| ---- | ---- | ---- | ---- | ---- | ---- | ---- | ---- | ---- |
| 105  | 112  | 114  | 119  | 109  | 124  | 128  | 113  | 118  |

| 2022 | - | - | - | - | - | - | - | - |
| ---- | - | - | - | - | - | - | - | - |
| 118  | - | - | - | - | - | - | - | - |

### Enseignement

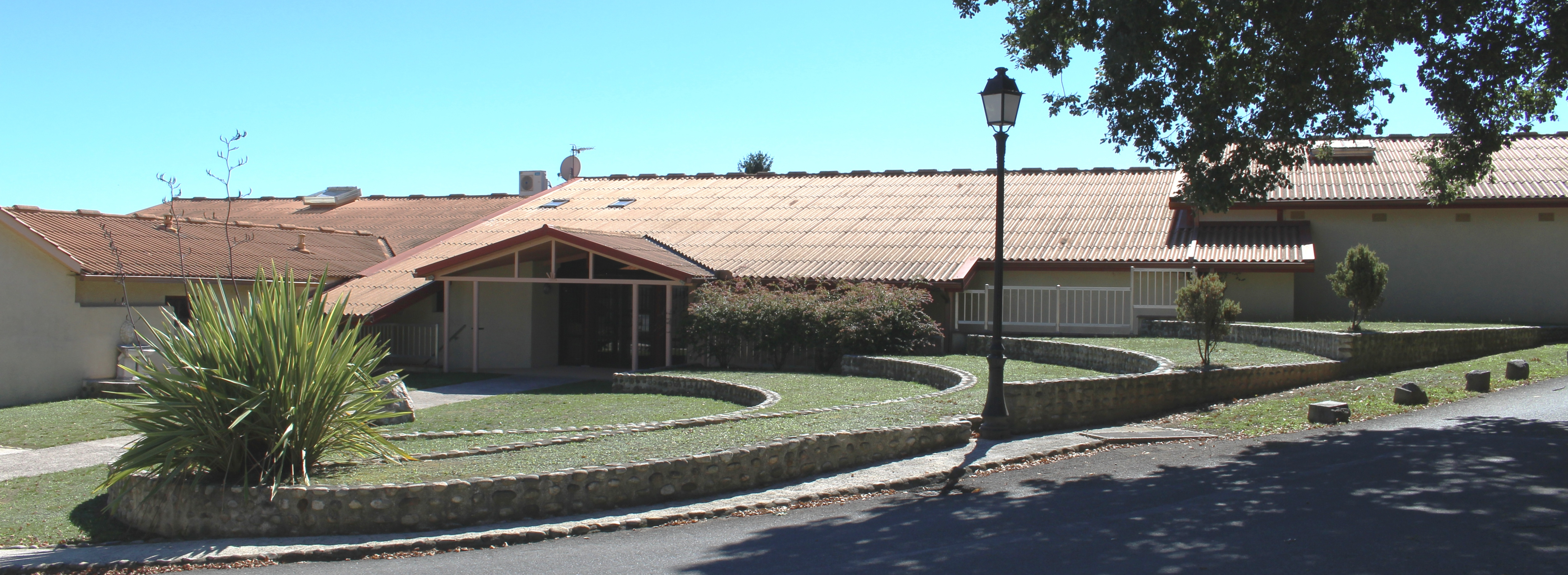
L'ancienne école en 2016.

La commune dépend de l'académie de Toulouse. Elle ne dispose plus d'école en 2016.

## Économie

### Emploi
|                | 2008  | 2013  | 2018  |
| -------------- | ----- | ----- | ----- |
| Commune        | 1,2 % | 3,1 % | 1,7 % |
| Département    | 7,7 % | 9,4 % | 9,8 % |
| France entière | 8,3 % | 10 %  | 10 %  |

En 2018, la population âgée de 15 à 64 ans s'élève à 58 personnes, parmi lesquelles on compte 77,6 % d'actifs (75,9 % ayant un emploi et 1,7 % de chômeurs) et 22,4 % d'inactifs,. Depuis 2008, le taux de chômage communal (au sens du recensement) des 15-64 ans est inférieur à celui de la France et du département.
La commune est hors attraction des villes,. Elle compte 107 emplois en 2018, contre 110 en 2013 et 95 en 2008. Le nombre d'actifs ayant un emploi résidant dans la commune est de 45, soit un indicateur de concentration d'emploi de 236,8 % et un taux d'activité parmi les 15 ans ou plus de 46 %.
Sur ces 45 actifs de 15 ans ou plus ayant un emploi, 10 travaillent dans la commune, soit 22 % des habitants. Pour se rendre au travail, 86,7 % des habitants utilisent un véhicule personnel ou de fonction à quatre roues, 11,1 % s'y rendent en deux-roues, à vélo ou à pied et 2,2 % n'ont pas besoin de transport (travail au domicile).

## Culture locale et patrimoine

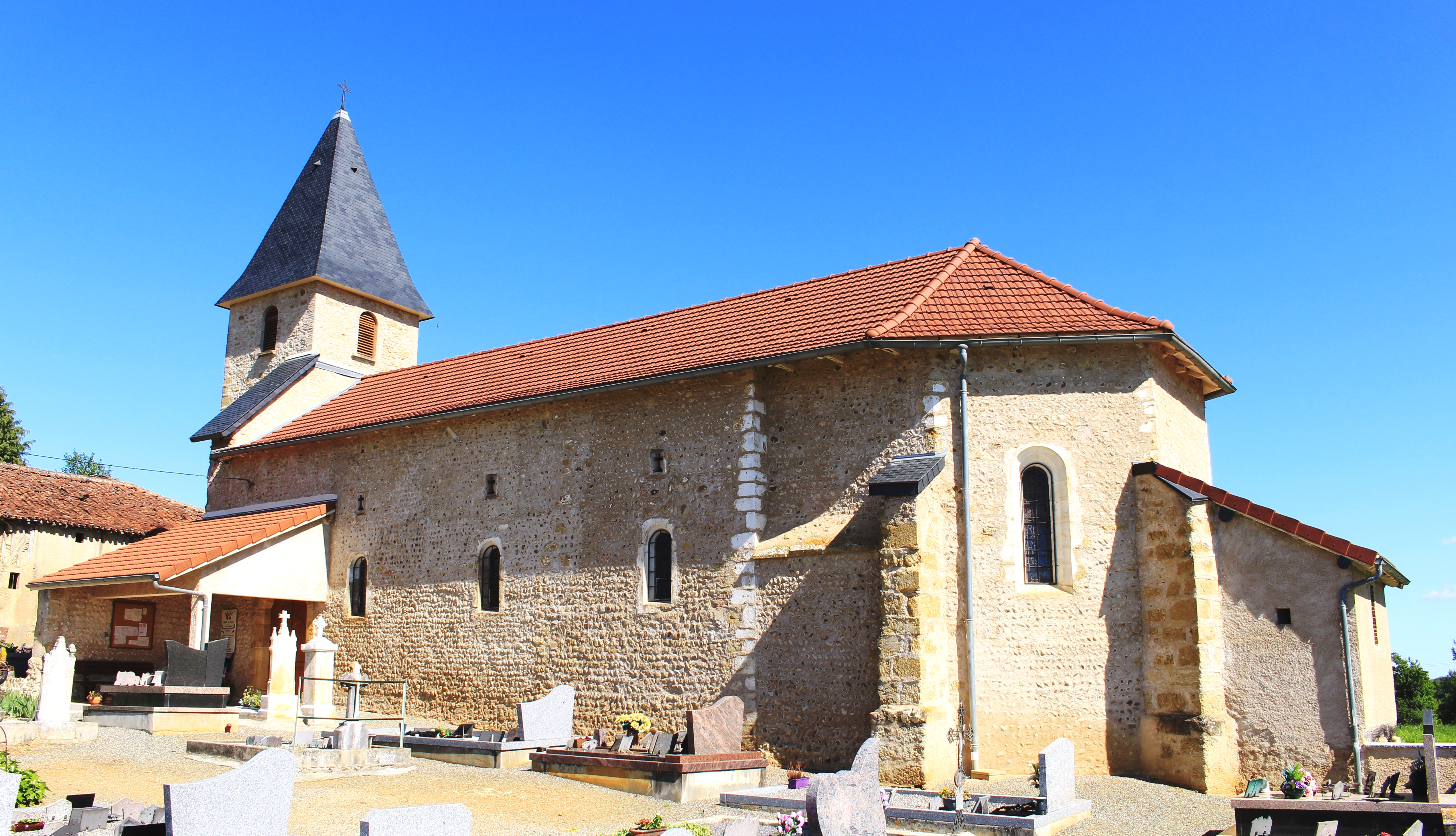
L'église Saint-Pierre en 2019.

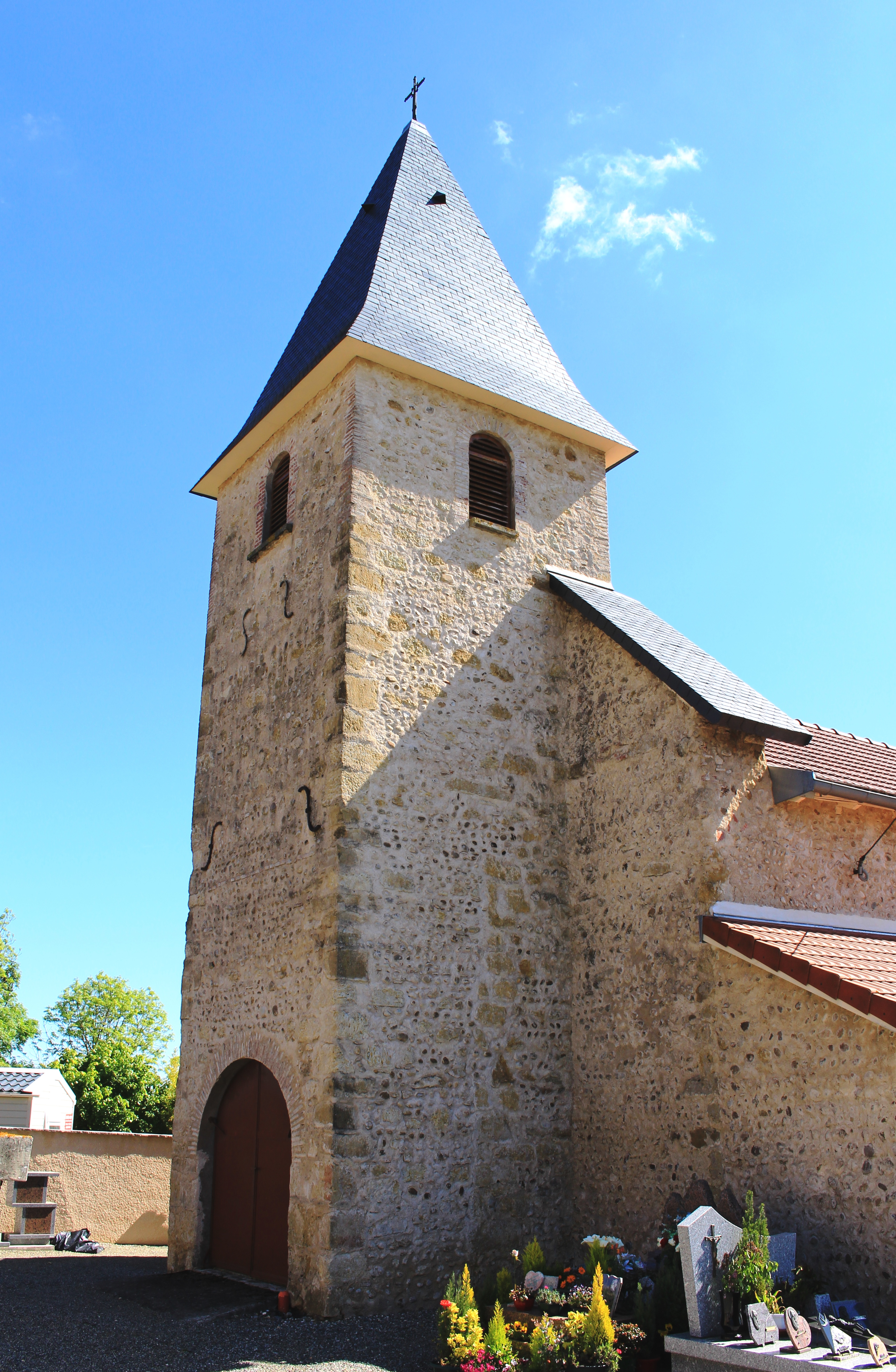
L'église.

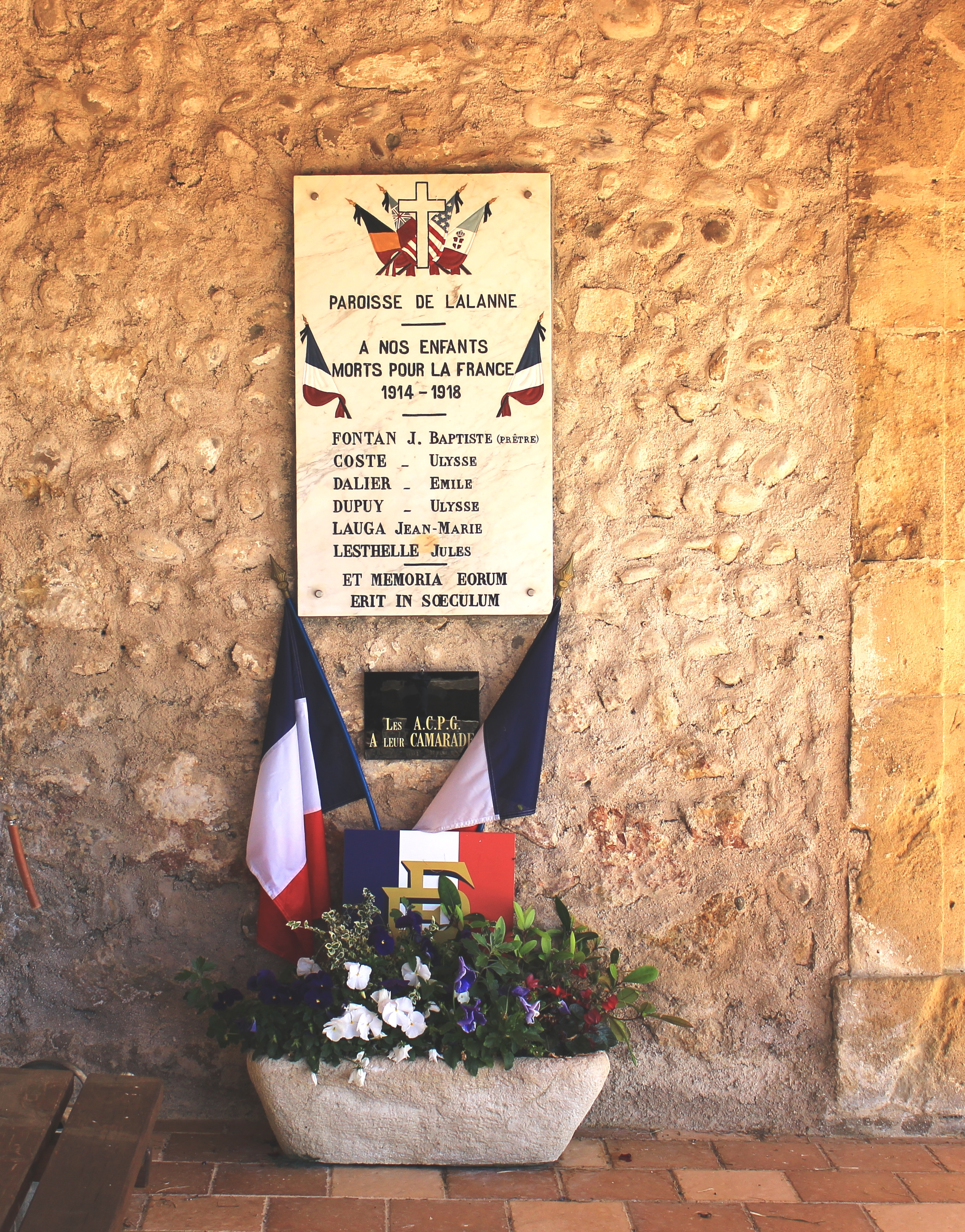
Le monument aux morts municipal.

### Lieux et monuments
- Église Saint-Pierre de Lalanne-Trie.

### Héraldique
| Blason | Blasonnement : De gueules à la flèche renversée d'argent ; au chef fascé de 4 pièces de gueules et d'or. |